# Mitsubishi SpaceJet
Mitsubishi SpaceJet (znany również jako Mitsubishi Regional Jet) – japoński samolot pasażerski komunikacji regionalnej. Maszyna jest pierwszą tego typu konstrukcją zaprojektowaną i zbudowaną w Japonii od czasów samolotu NAMC YS-11 z lat 60. XX wieku. 
Mitsubishi SpaceJet był samolotem, dzięki któremu japoński przemysł lotniczy miał powrócić na światowe rynki producentów maszyn pasażerskich i powtórzyć sukces komercyjny, jakim przed laty był NAMC YS-11. Był to jeden z czterech dużych programów realizowanych w tym samym czasie w Japonii obok maszyn wojskowych Kawasaki C-2, Kawasaki P-1 i Mitsubishi X-2. W konstrukcji samolotu, na niespotykaną dotychczas skalę w maszynach pasażerskich, zamierzano wykorzystać materiały kompozytowe. Konstruktorom MRJ nie udało się osiągnąć tego celu. Obecnie dostępna technologia nie umożliwia zbudowania równie trwałej, wytrzymałej i o znacząco mniejszej masie konstrukcji kompozytowej, jak w przypadku wykorzystania tradycyjnych elementów metalowych. Maszyna miała charakteryzować się bardzo wysokim komfortem podróży znanym z szerokokadłubowych samolotów. Program budowy zanotował kilkuletnie opóźnienie. Pierwsze seryjne samoloty miały trafić do odbiorcy w połowie 2020 roku. W październiku 2020 roku, Mitsubishi Heavy Industries poinformowała o zawieszeniu dalszych prac nad samolotem. Powodem jest załamanie rynku przewozów lotniczych, spowodowane pandemią wywołaną wirusem COVID-19. 6 lutego 2023 roku producent podjął decyzję o całkowitym zakończeniu całego programu budowy nowego samolotu.

## Historia

### Geneza
W sierpniu 2002 roku japońskie Ministerstwo Gospodarki, Handlu i Przemysłu we współpracy z Organizacją ds. Rozwoju Nowych Energii i Technologii Przemysłowych (Shin Enerugī Sangyō Gijutsu Sōgō Kaihatsu Kikō, New Energy and Industrial Technology Development Organization – NEDO) rozpoczęło program badawczo-rozwojowy niewielkiego samolotu pasażerskiego (przeznaczonego do przewozu 30–50 pasażerów) o wysokich osiągach, którego eksploatacja byłaby przyjazna dla środowiska. Impulsem dla programu były sukcesy komercyjne, które na świecie osiągały podobne konstrukcje: Bombardier serii CRJ czy Embraer serii ERJ. Dodatkowo japoński przemysł próbował nawiązać do jedynego rodzimego samolotu, który osiągnął sukces komercyjny: NAMC YS-11.
Programy budowy samolotów pasażerskich zainicjowała firma Kawasaki Heavy Industries, która wspólnie z Japan Aircraft Development Corporation pracowała nad projektem samolotu YPX, mającego 100–150 miejsc, a który miał powstać w oparciu o płatowiec Kawasaki P-1. Spółka Fuji Heavy Industries, Ltd. zajmowała się projektem niewielkiego samolotu dyspozycyjnego i pasażerskiego dla 8–15 pasażerów. Inny projekt budowy samolotu komunikacji regionalnej, określanego jako YSX, został właśnie w tym okresie anulowany. Po etapie analiz 7 kwietnia 2003 roku Ministerstwo Gospodarki, Handlu i Przemysłu ogłosiło, iż oczekuje zgłoszeń zainteresowanych podmiotów gotowych do realizacji projektu. Jedyną firmą, która odpowiedziała, była Mitsubishi Heavy Industries (MHI).

### Projekt

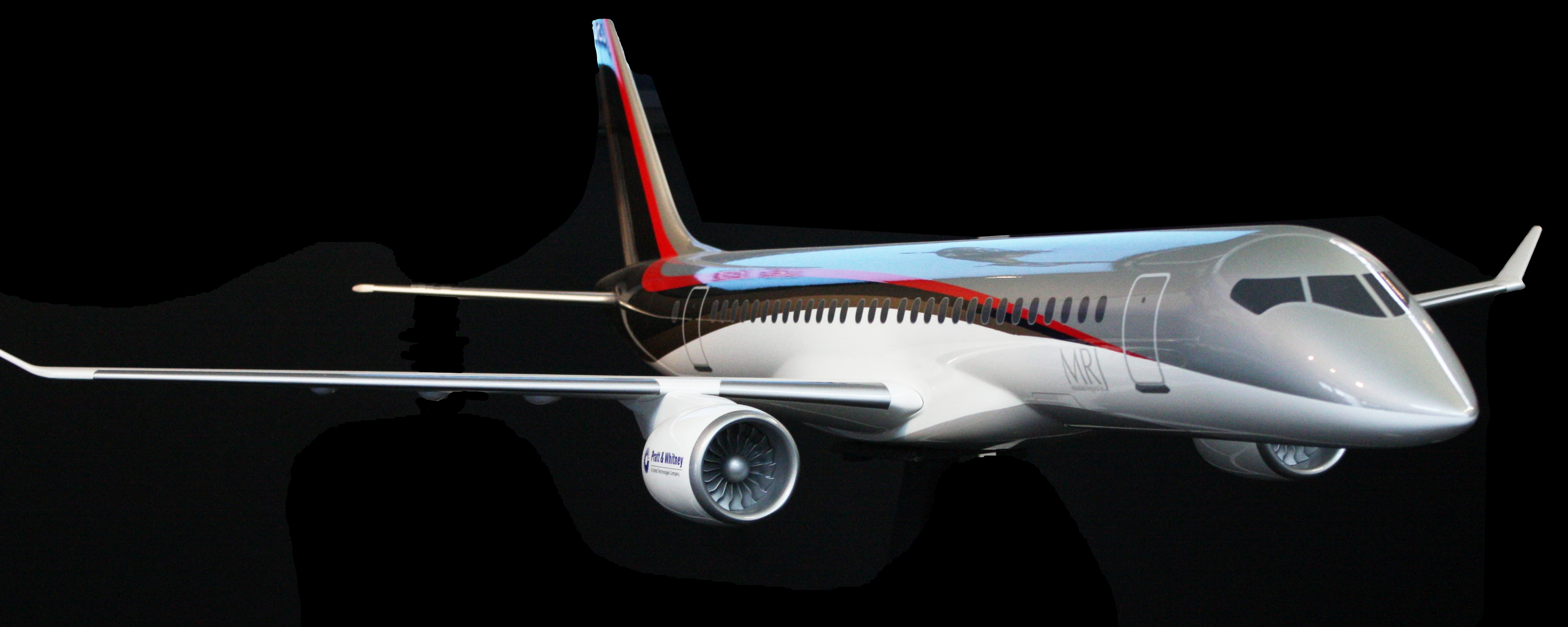
Model samolotu MRJ

29 maja 2003 roku Mitsubishi oficjalnie ogłosiło, iż przystępuje do realizacji projektu. Do prac nad zagadnieniami aerodynamiki i technologii materiałów kompozytowych, które miały być wykorzystane w produkcji samolotu, zaangażowano specjalistów z Uniwersytetu Tohoku i Japan Aerospace Exploration Agency. Z kolei przedsiębiorstwu Ishikawajima-Harima Heavy Industries (od 2007 roku znanemu jako IHI Corporation) zlecono zaprojektowanie i zbudowanie ekonomicznego i przyjaznego środowisku silnika do napędu nowej konstrukcji. Wstępnie zakładano, że faza badawczo-rozwojowa potrwa pięć lat, a budowa prototypu rozpocznie się w 2006 roku. Na 2007 rok planowano oblot maszyny, na 2008 rok – próby w powietrzu, na 2009 rok – uzyskanie certyfikatu typu i (w przypadku nadejścia pierwszych zamówień) rozpoczęcie produkcji seryjnej. Projektowanie nowego samolotu miało być realizowane w technice 3D-CAD.
Pod koniec 2003 roku rozpoczęto wstępne prace nad projektem, którego głównym przesłaniem miało być maksymalne obniżenie kosztów eksploatacji gotowego samolotu i maksymalne wykorzystanie w konstrukcji płatowca elementów kompozytowych. Japoński przemysł lotniczy osiągnął już sukces na polu wykorzystania elementów kompozytowych w konstrukcji samolotów, budując pierwszy na świecie samolot dyspozycyjny Honda MH02, w całości wykonany z tego typu materiałów, a Mitsubishi miało już okazję z powodzeniem wykorzystać materiały kompozytowe w konstrukcji samolotu Mitsubishi F-2. Na przełomie października i listopada 2003 roku, podczas pokazów lotniczych odbywających się w Shizuoce, Mitsubishi pierwszy raz zaprezentowało publicznie model nowej konstrukcji, nazwanej wstępnie Mitsubishi Jet – Mitsubishi Jetto (MJ). W kolejnym roku prace nabrały tempa i na kolejnej wystawie Japan International Aerospace Exhibition, odbywającej się w październiku 2004 roku w Jokohamie, zaprezentowano pełnowymiarową makietę kabiny pasażerskiej. Jednocześnie poinformowano, że obok prac nad docelową maszyną o pojemności 30–50 miejsc rozważany jest projekt większego samolotu, przeznaczonego dla 60 pasażerów. W maju 2005 roku, podczas Międzynarodowego Salonu Lotniczego w Paryżu, zaprezentowano kolejny model samolotu, tym razem określanego jako Next Generation Regional Jet, już o większej pojemności, zdolnego do przewozu 70–90 pasażerów. Analizując rynek przewozów lotniczych, na którym linie lotnicze coraz mniej chętnie wybierały samoloty mniejsze (30–50 miejsc), i przewidując znaczący wzrost przewozów regionalnych w Azji, całkowicie zrezygnowano z tej wersji. We wrześniu 2005 roku zweryfikowano harmonogram prac, przesuwając termin oblotu prototypu na 2011 rok.
31 maja 2006 roku Ministerstwo Gospodarki podało do wiadomości publicznej, że wstępne zainteresowanie nabyciem samolotu ogłosiły: Agencja Obrony (Bōei-chō, Defense Agency), Biuro Lotnictwa Cywilnego (Kōkū-kyoku, Civil Aviation Bureau) i Japońska Straż Wybrzeża (Kaijō-hoan-chō, Japan Coast Guard). Kilka miesięcy później, w listopadzie 2006 roku, Straż Wybrzeża wycofała się z wcześniejszych zamiarów i kupiła samoloty Bombardier Dash-8. W grudniu tego samego roku również Biuro Lotnictwa Cywilnego nabyło pojedynczy egzemplarz Bombardiera. W lipcu 2006 roku podczas Farnborough International Airshow ujawniono, że trwają prace nad trzema wersjami samolotu: MJ70 dla 70 pasażerów, MJ90 dla 90 i największą MJ100 dla 96. Producent prezentował maszynę jako wyróżniającą się na tle innych konstrukcji znaczącą redukcją hałasu, zarówno wewnątrz kabiny, jak i na zewnątrz, bardzo dużym komfortem lotu i niskimi kosztami eksploatacji. W sierpniu 2006 roku poinformowano, że do napędu mają zostać przystosowane silniki Rolls-Royce RB282. Równolegle prowadzono negocjacje z General Electric na temat potencjalnej modyfikacji silników CF34, mających przystosować je do użycia w japońskim samolocie.
W lutym 2007 roku zmieniono nazwę nowej konstrukcji, która miała od teraz nazywać się Mitsubishi Regional Jet (Mitsubishi Rījonaru Jetto – MRJ). W czerwcu tego samego roku, podczas salonu lotniczego w Paryżu, pierwszy raz pokazano za granicą makietę kabiny pasażerskiej. 9 października 2007 roku producent poinformował o rozpoczęciu oferowania maszyny potencjalnym nabywcom, a 12 lutego 2008 roku upubliczniono informację o rozpoczęciu konsultacji z trzema największymi zrzeszeniami przewoźników lotniczych: IATA, European Regional Airlines Association i Regional Airline Association. Pierwszym efektem podjętych kroków było ogłoszenie 27 marca 2008 roku przez największą japońską linię lotniczą All Nippon Airways (ANA) zamówienia 15 samolotów w wersji MRJ90, z opcją na kolejne dziesięć samolotów. Samoloty miały latać w barwach spółki zależnej od ANA, regionalnego przewoźnika ANA Wings. Mając potwierdzone zamówienie, dzień później, 28 marca 2008 roku, producent oficjalnie poinformował o rozpoczęciu budowy MRJ. Głównym konstruktorem i szefem zespołu projektowego został Jun’ichirō Gotō. 14 lutego 2008 roku podano wiadomość o włączeniu do programu budowy samolotu kolejnych firm. Były to amerykańskie przedsiębiorstwa Parker Aerospace (miało dostarczyć instalację hydrauliczną), Rockwell Collins (całą awionikę wraz z komputerowym systemem sterowania lotem) i Hamilton Standard (dostawca klimatyzacji pokładowej, pomocniczej jednostki zasilającej, podzespołów instalacji elektrycznej, systemu przeciwpożarowego, siłowników napędu klap i systemu napełniającego zbiorniki paliwa obojętnym gazem). Japońscy producenci dostali zadanie dostarczenia zespołów podwozia (Sumitomo Precision Products) i siłowników układu sterowania (Nabtesco Corporation).

### Prototyp

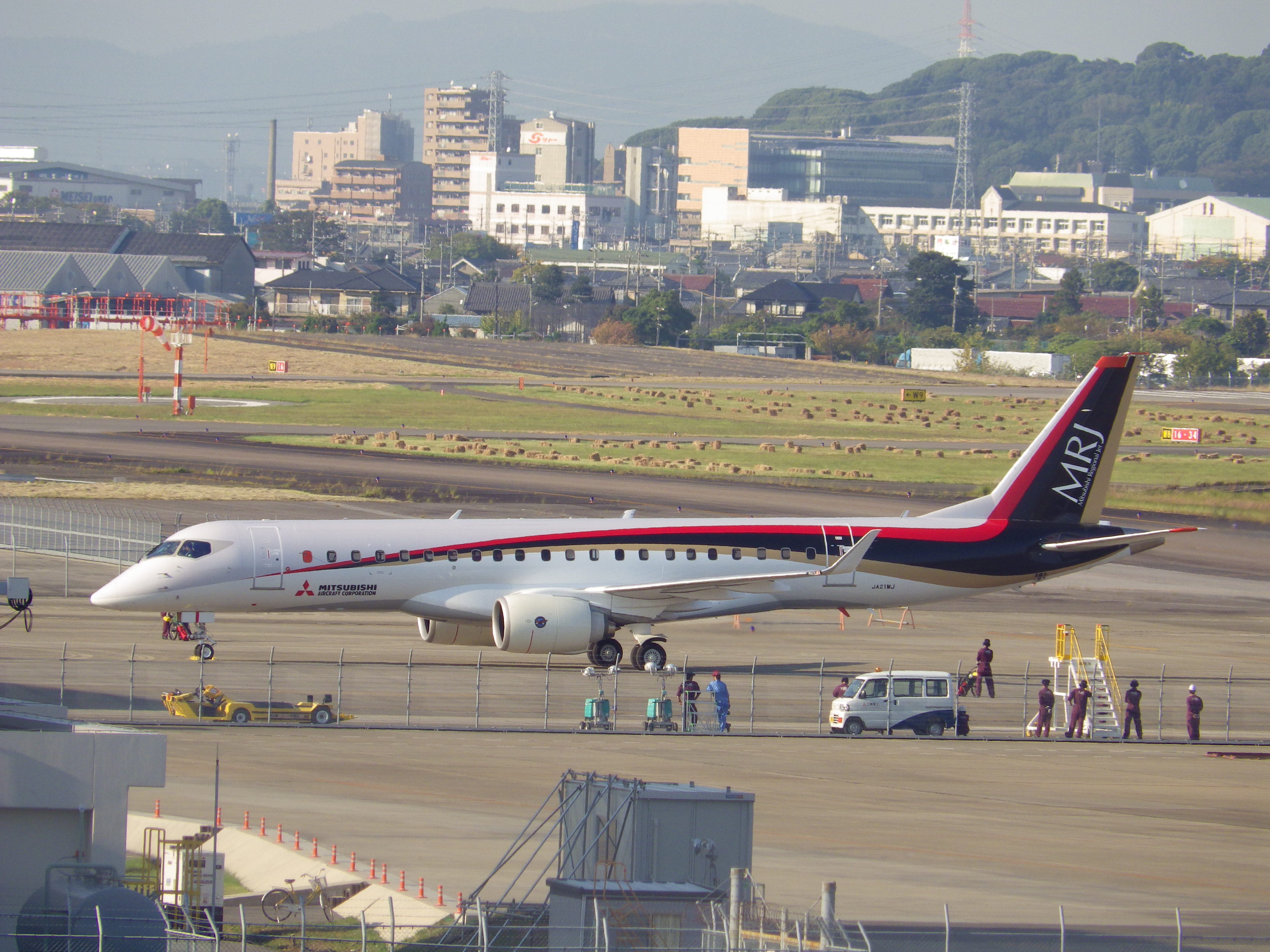
Pierwszy prototyp MRJ na lotnisku w Nagoi

1 kwietnia 2008 roku założono spółkę Mitsubishi Aircraft Corporation (Mitsubishi Kōkūki KK) z siedzibą w Nagoi. Jej zadaniem miał być nadzór nad całością prac projektowych, uzyskanie certyfikatu typu, a w późniejszym okresie sprzedaż i serwis seryjnych samolotów. Pierwotnie 100% udziałów posiadało MHI, jednak z biegiem czasu udało się pozyskać inwestorów, którzy wykupili udziały. Budowę prototypu i końcowy montaż samolotów seryjnych ulokowano w fabryce Komaki South Plant (Komaki Minami Kōjō) w Toyoyamie koło Nagoi. 23 maja 2008 roku podpisano umowę z JAMCO Corporation na zaprojektowanie lotek i spoilerów o konstrukcji kompozytowej. W październiku 2008 roku podano do publicznej wiadomości informację o wyborze silników Pratt & Whitney PurePower Geared Turbofan PW1000G do napędu nowego samolotu.
MHI, producent kadłubów samolotów Bombardier Canadair Regional Jet, zaprzestał ich produkcji wraz z rozpoczęciem budowy MRJ; maszyny Bombardier Aerospace stanowiły bezpośrednią konkurencję dla japońskiego samolotu. 22 stycznia 2009 roku MITAC podpisał umowę z tajwańskim Aerospace Industrial Development Corporation w sprawie produkcji na Tajwanie sterów kierunku i wysokości, slotów, klap i podkadłubowego oprofilowania połączenia skrzydeł z kadłubem. W kwietniu 2009 roku dokonano wstępnej oceny projektu. Rezultaty analizy wraz z wynikami konsultacji z przyszłymi użytkownikami doprowadziły do kilku zmian w projekcie. Ich głównym celem była poprawa komfortu podróży. Zwiększono średnicę kadłuba (z 2896 do 2959 mm), zwiększono pojemność schowków na bagaż podręczny nad głowami pasażerów (o 12%), zwiększając jednocześnie ich odległość od górnych krawędzi foteli (o 38 mm). Zlikwidowano przedni przedział bagażowy, zwiększając objętość tylnego (z 14,95 m³ do 18,24 m³), dzięki czemu w przedziale można było pomieścić 106 sztuk bagażu zamiast wcześniejszych 95 (przy standardowych rozmiarach bagażu 53 × 79 × 28 cm). Wysokość przedziału bagażowego, wynosząca 216 cm, umożliwia personelowi naziemnemu odpowiedzialnemu za załadunek bagażu i jego rozmieszczenie w przedziale bagażowym pracę w pozycji stojącej. Ambitny plan zbudowania skrzydeł i usterzenia w większości z materiałów kompozytowych nie został zrealizowany. Dzięki temu rozwiązaniu planowano zmniejszyć masę skrzydeł o około 30% w porównaniu z analogicznymi konstrukcjami z metalu. Uznano, że obecna technologia nie umożliwia budowy dostatecznie wytrzymałej kompozytowej konstrukcji skrzydeł, która byłaby jednocześnie znacząco lżejsza od metalowej.
We wrześniu 2010 roku dokonano ostatecznej pozytywnej oceny projektu. 30 września MHI i MITAC poinformowały o uroczystym rozpoczęciu produkcji pierwszych elementów konstrukcyjnych prototypu, oznaczonego jako FTA-1 (Flight Test Aircraft-1): zaczęto wycinanie blach do budowy jednego z żeber statecznika poziomego. 5 kwietnia 2011 roku rozpoczął się montaż pierwszego elementu konstrukcyjnego samolotu: włazu ewakuacyjnego z kabiny pilotów wraz z okalającymi go wręgami. 22 grudnia 2011 roku rozpoczęto testy systemów sterowania. Odbywały się ona na stanowisku badawczym, składającym się z makiety kabiny pilotów i komputerów symulujących różne warunki lotu. 25 kwietnia 2012 roku ponownie ogłoszono przesunięcie daty oblotu; tym razem spodziewano się, że nastąpi to w drugiej połowie 2013 roku. Nie udało się utrzymać i tego terminu: 22 sierpnia 2013 roku oblot przesunięto na 2015 rok. We wrześniu 2013 roku zademonstrowano prasie ukończony kadłub prototypu. W październiku 2013 roku rozpoczęto końcowy montaż pierwszego prototypu, a rok później, 18 października 2014 roku, uroczyście zaprezentowano ukończony samolot (FTA-1, numer rejestracyjny JA21MJ, numer seryjny 10001). 13 stycznia 2015 roku pierwszy raz uruchomiono silnik (prawy) w samolocie. W tym samym roku ukończono budowę drugiego prototypu, FTA-2 (numer rejestracyjny JA22MJ, numer seryjny 10002). 8 czerwca 2015 roku rozpoczęto próbne kołowania FTA-1, które z przerwami trwały do 7 listopada tego samego roku. Również w czerwcu 2015 roku FTA-2 przeszedł pomyślnie naziemne próby wibracyjne. 29 października 2015 roku samolot dopuszczono do lotu.
Do pierwszego lotu samolot wzbił się 11 listopada 2015 roku z portu lotniczego w Nagoi. Było to wyczekiwane przez producenta wydarzenie, ponieważ w momencie oblotu cały program budowy samolotu miał trzyipółroczne opóźnienie. Harmonogram prac założony na wczesnym etapie projektu zakładał oblot już w 2011 roku. Podczas trwającego 87 minut lotu sprawdzono działanie podstawowych systemów samolotu i wykonywanie podstawowych manewrów w powietrzu. Za sterami maszyny zasiadali piloci testowi MHI: Yoshiyuki Yasumura (dowódca) i Kazuo Toda (drugi pilot). 19 listopada maszyna ponownie wzbiła się w powietrze, tym razem po raz pierwszy schowano podczas lotu podwozie i klapy. 27 listopada wykonano trzeci lot. 31 maja 2016 roku oblatano drugi z prototypów FTA-2.

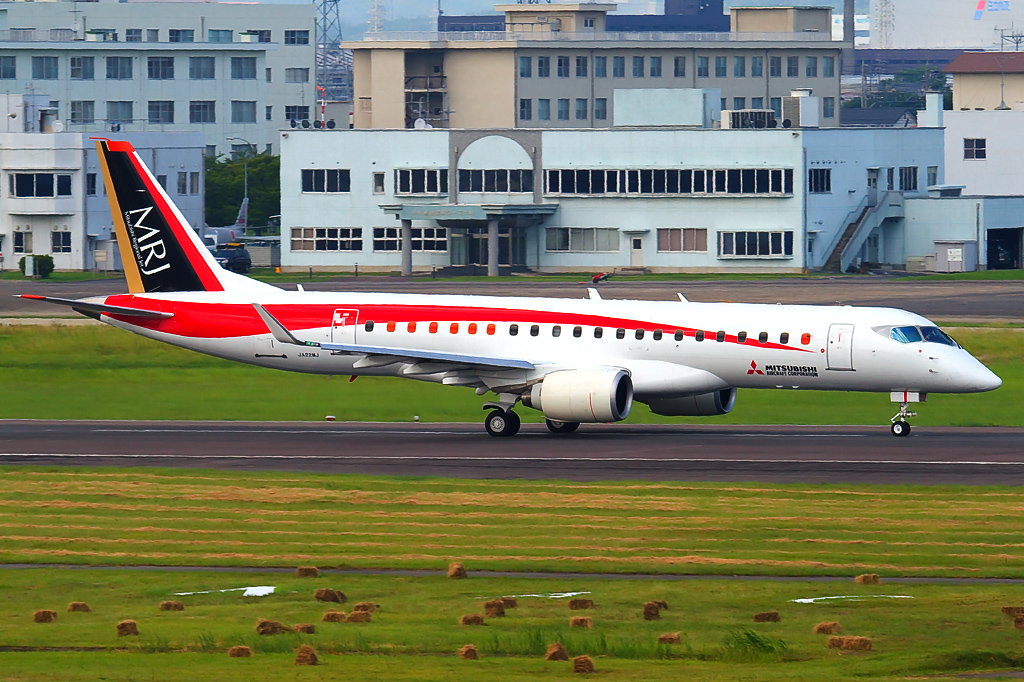
Drugi prototyp MRJ

Docelowo w programie prób weźmie udział pięć maszyn prototypowych. Wszystkie wybudowane zostaną w wersji MRJ90STD. FTA-1 posłuży do badań zachowania samolotu w locie. Na FTA-2 będzie badane zachowanie maszyny podczas startów i lądowań w trudnych warunkach terenowych i klimatycznych. FTA-3 (numer rejestracyjny JA23MJ, numer seryjny 10003) będzie maszyną do sprawdzania systemów pokładowych, ze szczególnym uwzględnieniem układu sterowania. Pozostałe dwa prototypy, FTA-4 (JA24MJ, 10004) i FTA-5 (JA25MJ, 10005) będą, w odróżnieniu od trzech pierwszych, miały w pełni wyposażoną kabinę pasażerską. FTA-5 wyróżniać będzie jeszcze malowanie w barwach pierwszego użytkownika samolotu, linii lotniczych ANA.
Oprócz latających prototypów wybudowano również dwa egzemplarze przeznaczone do prób naziemnych: jeden do prób statycznych i drugi do prób zmęczeniowych. 7 maja 2014 roku maszynę o numerze seryjnym 90001, pozbawioną silników i usterzenia poziomego, przeznaczoną do przeprowadzenia prób statycznych, przekazano na stanowisko badawcze, a latem tego samego roku rozpoczęto testy. 30 czerwca 2015 roku rozpoczął się końcowy montaż maszyny numer 90002, przeznaczonej do prób zmęczeniowych.
Większa część programu prób prototypów w locie ma zostać zrealizowana na terenie Stanów Zjednoczonych. 14 lipca 2014 roku w trakcie Farnborough Airshow w Wielkiej Brytanii MITAC poinformowało o podpisaniu umowy w tej sprawie z amerykańską firmą Aerospace Testing Engineering & Certification L.L.C. 3 sierpnia 2015 roku w Seattle rozpoczęła działalność Seattle Engineering Center, spółka mająca nadzorować próby MRJ w Stanach. Próby w locie, które łącznie mają wynieść 2500 godzin, będą przeprowadzone (według planów) w ciągu 18 miesięcy. Główne lotnisko, z którego będą korzystały samoloty, to dysponujące ponad 4000-metrowym pasem Grant County International Airport koło Moses Lake w stanie Waszyngton. Zaplanowano również wykorzystanie lotnisk Gunnison–Crested Butte Regional Airport w Gunnisonie w stanie Kolorado (tam przeprowadzone zostaną testy startów i lądowań na dużej wysokości) i w Roswell w stanie Nowy Meksyk (próby w warunkach wysokich temperatur). Z kolei w McKinley Climatic Laboratory, w bazie lotniczej Eglin na Florydzie, przeprowadzone zostaną badania zachowania się samolotu w symulowanych skrajnych warunkach atmosferycznych.
Pierwsza z maszyn, FTA-1, poleciała do Stanów Zjednoczonych 26 września 2016 roku, przybywając na miejsce, na lotnisko Grant County dwa dni później, 28 września. 19 listopada tego samego roku dotarła tam następna maszyna FTA-4. Miesiąc później, 19 grudnia do Stanów dotarł prototyp FTA-2. Do czerwca 2017 roku, wszystkie latające prototypy spędziły w powietrzu około 1000 godzin. Pełny zakres prób w powietrzu ma objąć około 3000 godzin lotów. W 2018 roku, biorące udział w próbach samoloty otrzymały nazwy własne. Pierwszy prototyp, JA21MJ, otrzymał nazwę Rising Star. Drugi, o znakach JA22MJ to Piratem, trzeci o znakach JA23MJ, który lata w barwach linii ANA to Dragons a czwarty prototyp, JA24MJ, nazwany został Shinobi. Do końca 2018 roku zrealizowano 70 procent zaplanowanych testów. Uczestniczące w lotach maszyny spędziły w powietrzu ponad 2000 godzin. Próby realizowane są pod nadzorem japońskich władz lotniczych (Japan Civil Aviation Bureau) oraz amerykańskiej Federal Aviation Administration.
24 sierpnia 2017 roku podano do publicznej wiadomości informacje o problemach technicznych jakie dotknęły samoloty na biorące udział w lotach badawczych na terenie Stanów Zjednoczonych. 21 sierpnia tego samego roku, podczas lotu prototypu numer dwa (FTA-2) niespodziewanie wyłączył się lewy silnik samolotu. W momencie awarii samolot znajdował się nad Pacyfikiem. Po stwierdzeniu usterki maszyna skierowała się w stronę Portland, gdzie bezpiecznie wylądowała na międzynarodowym lotnisku. Silnik zdemontowano i wysłano do producenta w celu dokładnego zbadania, a na samolocie zamontowano nową jednostkę napędową. Incydent spowodował uziemienie wszystkich prototypów MRJ. Po przeprowadzeniu inspekcji wszystkich silników, 6 września 2017 roku loty wznowił czwarty prototyp FTA-4 a kilka dni później, 11 września, po kolejnych badaniach silników i wydaniu zgody przez Japoński Urząd Lotnictwa Cywilnego, do lotów przywrócono pozostałe maszyny prototypowe. W 2018 roku, do samolotów biorących udział w lotach próbnych na terenie Stanów Zjednoczonych, dołączą dwie kolejne maszyny o numerach seryjnych c/n 10007 i c/n 10008. Samoloty prezentują ostateczny wariant, w konfiguracji zatwierdzonej w 2017 roku.
Obok dwóch wersji MJR, modelu MRJ70 i MRJ90, producent planował wybudowanie jeszcze trzeciej, największej, stumiejscowej, oznaczonej wstępnie jako MRJ100X.
13 czerwca 2019 roku, Mitsubishi Aircraft Corporation oficjalnie poinformował o zmianie nazwy samolotu, dotychczasowa Mitsubishi Regional Jet została zastąpiona nową Mitsubishi SpaceJet. Tym samym MRJ90, jest od tego momentu oznaczony jako SpaceJet M90.

## Bombardier
Bombardier, kanadyjski producent specjalizujący się w branży transportowej, w pierwszej połowie 2019 roku dokonał reorganizacji swojej struktury odpowiedzialnej za lotniczą część produkcji i skupienie jej w ramach organizacji nazwanej Bombardier Aviation (wcześniej Bombardier Aerospace). Częścią reorganizacji była sprzedaż niektórych swoich aktywów. Jednym z nich był dział zajmujący się produkcją samolotów regionalnych Bombardier Canadair Regional Jet (CRJ), o czym na początku maja 2019 roku poinformowali przedstawiciele Bombardiera. Zainteresowanym zakupem programu CRJ był japoński Mitsubishi. Wstępne doniesienia sugerowały, iż do finalizacji transakcji dojdzie w trakcie trwania Międzynarodowego Salonu Lotniczego w Paryżu w 2019 roku. Termin okazał się być jednak zbyt wczesny i do realizacji zakupu doszło 25 czerwca 2019 roku. Tym samym, Mitsubishi przejął prawa do produkcji, certyfikatów typów, marketingu, wsparcia eksploatacji samolotów rodziny CRJ opartej na globalnej siecu serwisowej. Do 2020 roku wszystkie prace związane z dostarczeniem zamówionych wcześniej samolotów serii CRJ, zrealizowane będą jeszcze pod nadzorem Bombardiera. Głównym celem Mitsubishi było przejęcie należących do Bombardiera centra wsparcia eksploatacji samolotów rodziny CRJ. Bazy serwisowe ulokowane w Kanadzie w Montrealu i Toronto, amerykańskie centra serwisowe znajdujące się Tucson w Arizonie i Bridgeport w Zachodniej Wirginii stały się tym samym własnością japońskiego koncernu. Transakcja daje Mitsubishi dostęp do ogólnoświatowej sieci wsparcia eksploatacji samolotów regionalnych, mogącej zostać z powodzeniem wykorzystana do serwisowania własnych maszyn MRJ. Japoński producent uzyskał również dostęp do ludzkich zasobów Bombardiera, doświadczonych w budowie i serwisowaniu pracowników, których wiedzę i doświadczenie można wykorzystać do dalszego rozwoju Mitsubishi SpaceJet. Usługi serwisowe jakie zapewniają własne centra naprawcze, generują około 20–30% zysków. Mitsubishi był zainteresowany pozyskaniem tylko bazy serwisowej, jednak Bombardier wykluczył częściową sprzedaż elementów programu CRJ. Japończycy byli na tyle zdeterminowani, że zgodzili się na warunki Bombardiera.

## Produkcja seryjna
1 grudnia 2013 roku utworzono Production Management Office (Ryōsan-tōkatsu-shitsu). Celem biura miało być zorganizowanie produkcji seryjnej, nadzór i jej zarządzanie. 1 kwietnia 2014 roku całość spraw związanych z pozyskiwaniem zamówień i ich obsługą przejęła MHI. W produkcję elementów samolotu, obok japońskich przedsiębiorstw, zaangażowani są producenci z Ameryki, Europy i Azji. Tajwański Aerospace Industrial Development Corporation odpowiada za produkcję spoilerów, lotek, sterów wysokości i kierunku, slotów, klap oraz elementu przejścia kadłub–skrzydło. Airbus Helicopters odpowiada za produkcję drzwi, francuski Daher – za produkcję przewodów wysokiego ciśnienia, a brytyjski Senior Aerospace BWT niskiego ciśnienia oraz dukty instalacji elektrycznej. Amerykański Rockwell Collins wytwarza części układu sterowania, awionikę i główny komputer sterowania lotem, Saint-Gobain Aerospace – osłonę dziobu. Instalacja hydrauliczna produkowana jest przez Parker Aerospace. MHI odpowiada za końcowy montaż seryjnych maszyn, koncern wytwarza również kadłub, usterzenie i skrzydła. Pod koniec czerwca 2016 roku w zakładach MHI oficjalnie rozpoczęto montaż pierwszego seryjnego egzemplarza MRJ.

## Zamówienia

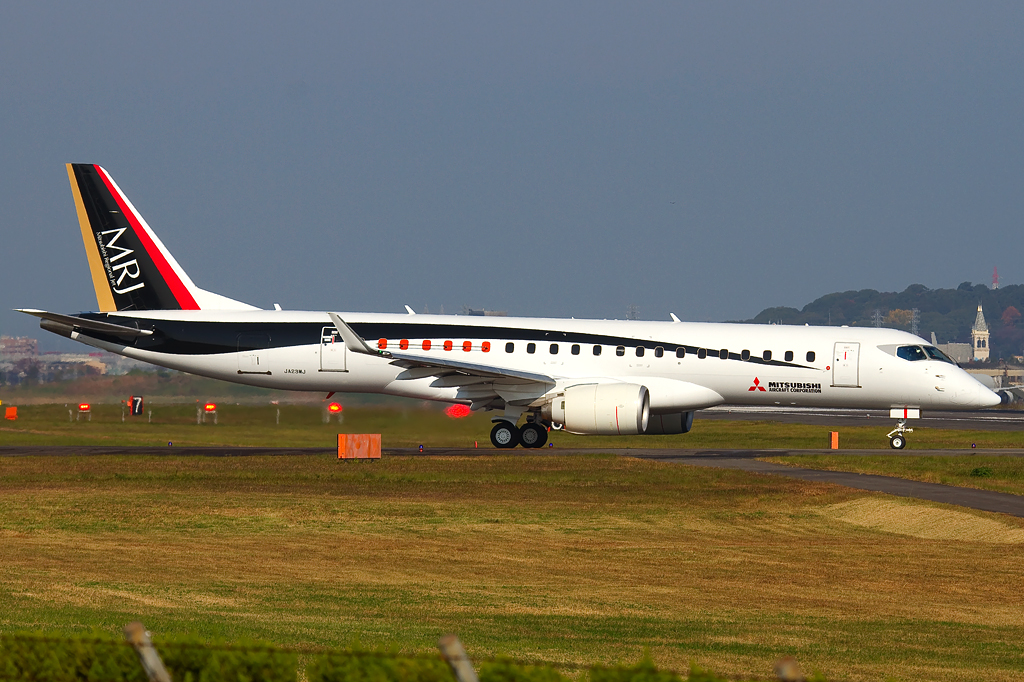
Trzeci prototyp MRJ

Pierwszą linią lotniczą, która zamówiła samoloty Mitsubishi była japońska ANA, ma być to również linia, która jako pierwsza stanie się użytkownikiem nowych maszyn. W grudniu 2015 roku producent poinformował, że program zanotował kolejne opóźnienia. Tym samym rozpoczęcie dostaw dla ANA zostało przełożone na drugą połowę 2018 roku. Kolejna informacja, jaką podał producent z przełomu 2016 i 2017 roku, przesunęła datę dostawy samolotu dla ANA na połowę 2020 roku. Ma to związek z gruntowną przebudową instalacji elektrycznej i elektronicznej w płatowcu. MRJ90 ma trafić również do amerykańskiego Trans States Holdings, holdingu zrzeszającego trzech regionalnych przewoźników: Compass Airlines, GoJet Airlines oraz Trans States Airlines. List intencyjny z amerykańskim holdingiem został podpisany 2 października 2009 roku, a 27 grudnia 2010 roku zawarto ostateczne porozumienie w sprawie zakupu 50 maszyn z opcją na kolejne 50. 16 czerwca 2011 roku MITAC zawarł wstępne porozumienie z ANI Group Holdings, firmą leasingową z Hongkongu dotyczącą zakupu pięciu maszyn MRJ. Niestety umowa nie została zrealizowana i wygasła 9 maja 2013 roku. 11 lipca 2012 roku na salonie lotniczym Farnborough Airshow podpisano wstępne porozumienie z amerykańskim holdingiem SkyWest, Inc. Holding zamówił dla swoich dwóch linii SkyWest i ExpressJet Airlines 100 egzemplarzy w wersji MRJ90 z opcją na kolejne 100 samolotów. Ostateczne porozumienie w sprawie zakupu podpisano 13 grudnia 2012 roku. 14 lipca 2014 roku, podczas trwania kolejnego Farnborough Airshow, podpisano wstępną umowę z amerykańską firmą Eastern Air Lines Group, Inc. na zakup 20 maszyn z opcją na kolejne dwadzieścia. Dzień później, 15 lipca, podpisano umowę z mjanmańskim przewoźnikiem Air Mandalay na zakup sześciu maszyn w wersji MRJ90 z opcją na dalsze cztery. Eastern Air Lines Group ostateczne porozumienie w sprawie zakupu podpisała 26 września 2014 roku. 28 sierpnia 2014 roku Japan Airlines podpisał wstępne zamówienie na zakup 32 maszyn MRJ, które przewoźnik potwierdził 28 stycznia 2015 roku, podpisując ostateczną umowę zakupu. Użytkownikiem samolotów ma zostać linia J-Air, spółka zależna od Japan Airlines realizująca przewozy regionalne. W J-Air maszyny mają zastąpić samoloty Bombardier CRJ-200 oraz Embraer 170. W lutym 2016 roku podczas trwania Singapore Airshow w Singapurze, Mitsubishi podpisało list intencyjny z amerykańską firmą leasingową Aerolease Aviation, LLC, z siedzibą w Miami w sprawie zakupu dziesięciu MRJ90 z opcją na kolejne dziesięć maszyn tego samego typu. 31 sierpnia 2016 roku list intencyjny został potwierdzony podpisaniem umowy zakupu na przewidzianą w liście liczbę samolotów. 11 lipca 2016 roku Mitsubishi podpisało list intencyjny w sprawie zakupu przez szwedzką firmę leasingową Rockton dziesięciu samolotów w wersji MRJ90 z opcją na kolejne dziesięć sztuk w tej samej wersji. W ramach akcji promującej samolot, maszyna była po raz pierwszy prezentowana w Europie w trakcie odbywającego się w dniach 19–25 czerwca 2017 roku Międzynarodowego Salonu Lotniczego w Paryżu. Do Paryża przyleciał trzeci z wybudowanych prototypów w malowaniu All Nippon Airways. W odróżnieniu od paryskiej prezentacji, w trakcie trwających w dniach 16–22 lipca 2018 roku Farnborough International Airshow samolot został po raz pierwszy poza Japonią zaprezentowany publicznie w powietrzu. Nie obyło się bez problemów. Maszyna wzbiła się w powietrze pierwszego dnia targów, w poniedziałek, niestety dzień później, we wtorek, doszło do kolizji na płycie postojowej z ciężarówką co uniemożliwiło prowadzenie dalszych, zaplanowanych pokazów w locie. W trakcie trwania imprezy, japońskiemu producentowi nie udało się podpisać żadnych nowych kontraktów. Potwierdzono wejście do służby liniowej 90 miejscowej wersji w 2020 roku, tym niemniej opóźnienie w programie MRJ sięgały w tym momencie już 7 lat.

## Konstrukcja

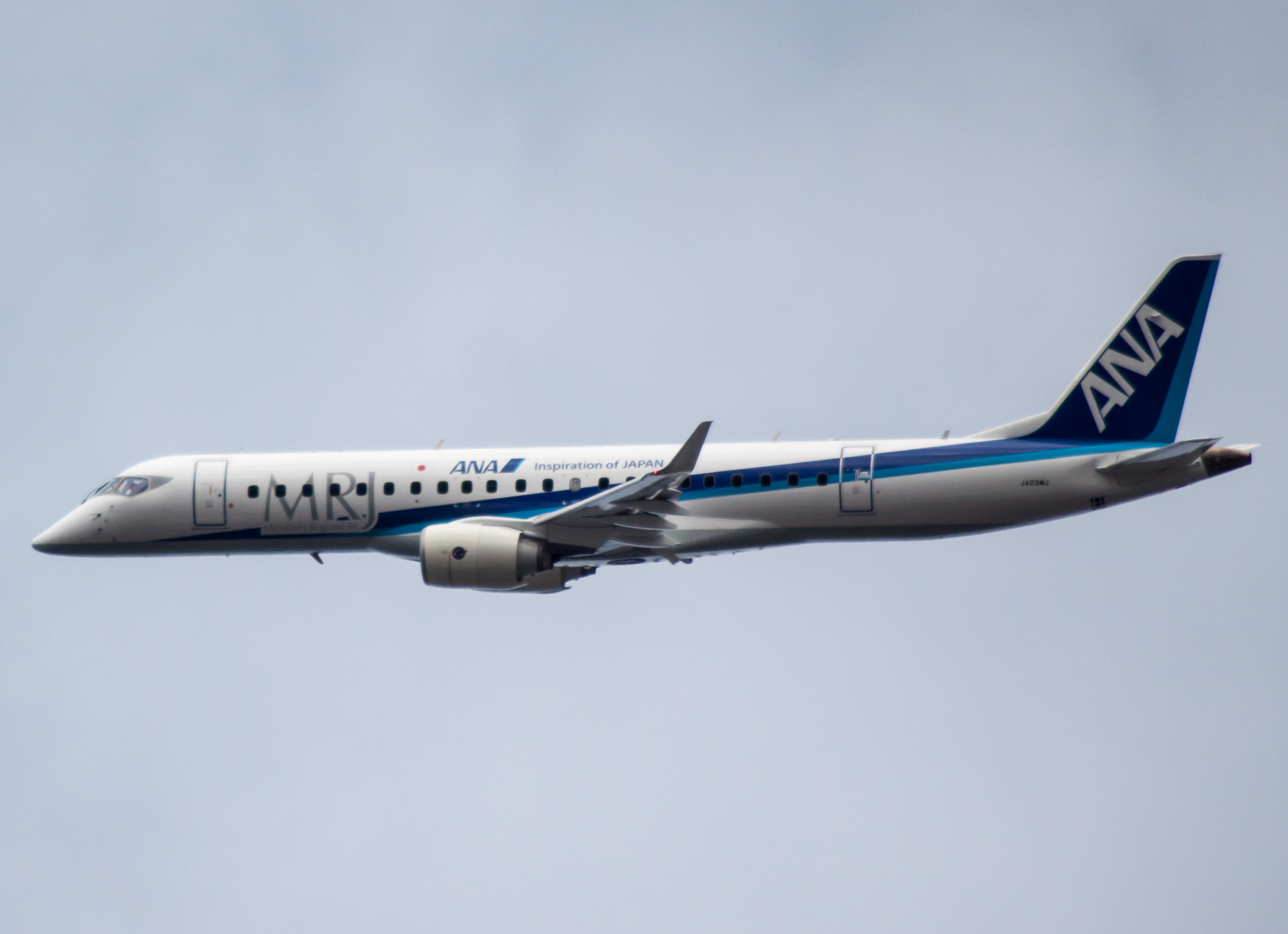
Mitsubishi SpaceJet w barwach ANA

Mitsubishi SpaceJet ma półskorupową konstrukcję wykonaną w 83% ze stopów aluminium. Reszta konstrukcji wykonana jest z materiałów kompozytowych (12%), tytanu (3%) i stali (2%). Kompozyty wykorzystane do budowy samolotu to materiały zbrojone włóknami węglowymi i szklanymi (węglowych 9%, a szklanych 3%). Wykonano z nich usterzenie pionowe i poziome wraz ze sterami, klapy, spoilery, lotki, nosek i końcówkę kadłuba, wyprofilowane połączenie skrzydeł i kadłuba, osłony silników, prowadnic klap oraz węzłów mocowania silników do pylonów. Kadłub maszyny wyposażony jest w czworo drzwi, na przedzie i z tyłu po obydwu strona kadłuba. Kształt nosa maszyny widziany z profilu, nawiązuje w zamyśle konstruktorów do kissaki – sztychu samurajskiego miecza. Brak jest klasycznych wyjść awaryjnych umieszczonych na wysokości skrzydeł. W kabinie pilotów, w suficie znajduje się właz ewakuacyjny. Skrzydła o dużym wydłużeniu zaopatrzono w rozpraszacze wirów – winglety, czterosegmentowe skrzela, dwusegmentowe klapy szczelinowe, pięciosegmentowe spoilery i lotki. Podwozie chowane, z przednim podparciem, golenie podwozia głównego, jak również przedniego dwukołowe. Dwuosobowa załoga (nie licząc personelu pokładowego) ma do dyspozycji kokpit wyposażony w cztery wielofunkcyjne, 15-calowe, kolorowe wyświetlacze oraz wyświetlacz typu HUD, podwieszony pod sufitem przed fotelem kapitana samolotu. MHI nie ukrywała, że inspiracją dla takiego układu były rozwiązania zastosowane w kabinie Boeinga 787, którego również skrzydła posłużyły za wzór dla japońskich konstruktorów. Załoga ma do dyspozycji wolanty, zamiast coraz chętniej stosowanych przez producentów bocznych dżojstików. Zintegrowany, cyfrowy zestaw awioniki Pro Line Fusion, opracowała firma Rockwell Collins.
Konstruktorzy dużą wagę przywiązywali do zapewnienia odpowiedniego komfortu podróży pasażerom. Wysokość części pasażerskiej kadłuba pomiędzy fotelami wynosi 203 cm, a jej szerokość w najszerszym miejscu wynosi 276 cm. Schowki przeznaczone na bagaż podręczny, umieszczone nad głowami pasażerów, wyposażone są w rolki ułatwiające wkładanie i wyjmowanie bagażu. Jest to o tyle przydatne rozwiązanie, iż schowki mogą pomieścić największy, rekomendowany przez IATA bagaż o wymiarach 56 × 45 × 25 cm. Pasażerowie mają do dyspozycji dwie toalety, umieszczone z przodu i z tyłu samolotu. Personel pokładowy, dla którego przeznaczono dwa fotele (po jednym z przodu i z tyłu samolotu) może przygotowywać posiłki przeznaczone dla pasażerów w dwóch kuchniach umieszczonych na jednym i drugim końcu kadłuba. Specjalnie dla samolotów MRJ, amerykański dział francuskiej firmy Zodiac Aerospace opracował lżejsze i cieńsze fotele pasażerskie, dzięki czemu konstruktorom udało się wygospodarować więcej miejsca na nogi pasażerów. Maksymalnie, w wersji MRJ90 można pomieścić 92 pasażerów, a w wersji MRJ70 – 78.

### Napęd
Samolot napędzany jest dwoma dwuwałowymi silnikami turbowentylatorowymi Pratt & Whitney PurePower Geared Turbofan PW1000G o stopniu dwuprzepływowości wynoszącym 9:1. Silnik składa się z jednostopniowego wentylatora, dwustopniowej sprężarki niskiego ciśnienia, ośmiostopniowej sprężarki wysokiego ciśnienia, pierścieniowej komory spalania, dwustopniowej turbiny wysokiego ciśnienia, trzystopniowej turbiny niskiego ciśnienia. Do napędu modelu MRJ70 użyte zostały silniki w wersji PW1215G, a w modelu MRJ90 w wersji PW1217G.

## Zawieszenie projektu i jego zakończenie
W drugiej połowie 2020 roku w japońskiej prasie pojawiły się doniesienia o krokach jakie ma podjąć MHI wobec projektu SpaceJet w kontekście narastających opóźnień, problemów technicznych z jakimi boryka się program oraz kryzysie rynku przewozów pasażerskich, spowodowanym pandemią COVID-19. Jeszcze przed podjęciem ostatecznej decyzji w sprawie całości prac, w maju 2020 roku producent wstrzymał prace nad nową 76 miejscową wersją, oznaczoną jako M100, przeznaczoną na rynek amerykański. Jego konfiguracja uwzględniała ograniczenia i wymagania jakie wynikały z umów zbiorowych pomiędzy liniami lotniczymi a związkami zawodowymi pilotów. Na początku 2020 roku zredukowano nakłady na rozwój wersji M90. W maju 2020 roku, podano do publicznej wiadomości, iż producent ma zamiar przenieść swoje zagraniczne aktywności związane z pracami nad projektem do Japonii. W październiku 2020 roku, MHI poinformował o zawieszeniu prac nad projektem samolotu. Oficjalnym powodem podjęcia takiej decyzji, jest załamanie się rynku regionalnych przewozów lotniczych w czerwcu 2020 roku, spowodowane pandemią COVID-19. Zawieszenie nie wstrzymało całkowicie wszystkich prac ale ograniczyło je tylko do aktywności związanych ze stworzeniem dokumentacji certyfikacyjnej samolotu. Zarezerwowane środki finansowe, przeznaczone pierwotnie na kontynuowanie projektu, mają zostać przeznaczone na inwestycje związane z energią odnawialną. Przyszłość całego programu, uzależniona jest od sytuacji na rynku lotniczych przewozów pasażerskich. Zawieszenie programu budowy, w kontekście poniesionych już nakładów pieniężnych i narastających opóźnień, z którymi borykał się cały projekt, wiążę się z dużymi stratami finansowymi jakie poniósł MHI. Potencjalnym programem ratunkowym dla koncernu, który pozwoliłby na odbudowę i zrekompensowanie poniesionych wydatków, może być projekt budowy myśliwca szóstej generacji, oznaczonego wstępnie jako Mitsubishi F-X. 30 października 2020 roku, japoński rząd zawarł stosowną umowę z MHI, w ramach której, firma ma rozpocząć prace badawczo-rozwojowe nad nowym samolotem myśliwskim. Wiosną 2012 roku w zakładach i ośrodkach zajmujących się pracami nad samolotem, doszło do zwolnień pracowników zaangażowanych w projekt. 6 lutego 2023 roku, Mitsubishi poinformował o całkowitym zamknięciu projektu. Cała ósemka zbudowanych testowych samolotów, w trakcie swoich prób, spędziła w powietrzu łącznie około 3900 godzin.
Do momentu zakończenia prac, producent dysponował portfelem zmówień wynoszącym 270 samolotów. Wybudowano osiem maszyn SpaceJet M90, pierwszy z nich został zezłomowany 8 marca 2023 roku. Koszt całego projektu wyniósł 7,6 mld USD.

### Powody zakończenia projektu
Powody zakończenia projektu są różnorakie. Cały program borykał się z wieloma problemami technicznymi, które spowodowały iż finalizacja prac była sześciokrotnie opóźniana i rosnące koszty finansowe. Głównym powodem zamknięcia prac było rozminięcie się charakterystyki samolotu z wymaganiami stawianymi tego typu konstrukcjom na amerykańskim rynku przewozów regionalnych. W Stanach Zjednoczonych, Kanadzie i Meksyku zawarto porozumienie tzw. scope clause, pomiędzy najważniejszymi i największymi tamtejszymi przewoźnikami American Airlines, Delta Air Lines, United Airlines a związkami zawodowymi pilotów, ograniczającymi liczbę samolotów pasażerskich, miejsc pasażerskich i regulujących parametry techniczne jakie muszą spełniać maszyny regionalne używane na tamtejszym rynku. Celem umowy jest ograniczenie możliwości zlecania obsługi lotów regionalnych mniejszym, regionalnym przewoźnikom przez wymienione, duże linie lotnicze a tym samym obsługa połączeń regionalnych z wykorzystaniem własnej floty. Tym samym ochrona miejsc pracy w dużych liniach lotniczych. Między innymi, scope clause określa maksymalną masę startową dla maszyn przewożących od 65 do 76 pasażerów na 39 000 kg, co automatycznie wykluczało wersję MRJ90. W odpowiedzi na te wymagania, w czerwcu 2019 roku producent ogłosił plan opracowania wersji spełniającej amerykańskie wymagania jednak w tym samym roku rozpoczęła się pandemia COVID-19, która gwałtownie wyhamowała wszystkie przewozy pasażerskie. Dodatkowo, na początku 2020 roku pojawiły się informacje o kolejnych zmianach konstrukcyjnych jakich wprowadzenia wymagał samolot. Ostatecznie, kontynuowanie dalszych prac uznano za niepraktyczne.